# 83 de la Verge
83 de la Verge (83 Virginis) és un estel a la constel·lació de la Verge de magnitud aparent +4,16. S'hi troba aproximadament a 825 anys llum del sistema solar.
83 de la Verge és una supergegant o gegant lluminosa groga de tipus espectral G0Ib-IIb, si bé en la base de dades SIMBAD apareix catalogada com subgegant o estel de la seqüència principal (G1IV/V). Té una temperatura efectiva de 5.430 ± 100 K i lluix amb una lluminositat 437 vegades major que la del Sol, xifra que recolza el seu estatus de supergegant o gegant lluminosa. La seua metal·licitat —abundància relativa d'elements més pesants que l'heli— és la meitat de la del Sol ([Fe/H] = -0,31). Amb una massa de 4,2 ± 0,2 masses solars, la seva edat s'estima en 155 milions d'anys.
83 de la Verge posseeix un diàmetre 29 vegades més gran que el diàmetre solar. No és un estel variable i en ell no s'ha detectat camp magnètic, a diferència d'altres superggants grogues com Alwaid (β Draconis) o Azmidiske (ξ Puppis) on si s'ha detectat.